# Apia
Apia es la capital y ciudad más poblada de Samoa. Se encuentra localizada en la parte central de la costa norte de la isla Upolu, la segunda isla más grande del país. Apia es la única ciudad de Samoa y recae dentro del distrito político (itūmālō) de Tuamasaga. También cuenta con el principal puerto del país.
La ciudad se encuentra en el puerto natural situado a la desembocadura del río Vaisigano, en una angosta planicie costera con el monte Vaea (472 m) al sur, la aldea de Letogo al este y una nueva zona industrializada conocida como Vaitele al oeste. El área urbana de Apia tenía en el censo de 2011 una población de 36 735 habitantes, representando el 19,6% de la población del país. Apia es conocida normalmente como Ciudad de Apia (City of Apia).

## Etimología
La etimologìa de Apia es desconocida, se la ha relacionado con el samoano (en registro común) api, que significa: "alojamiento".

## Historia

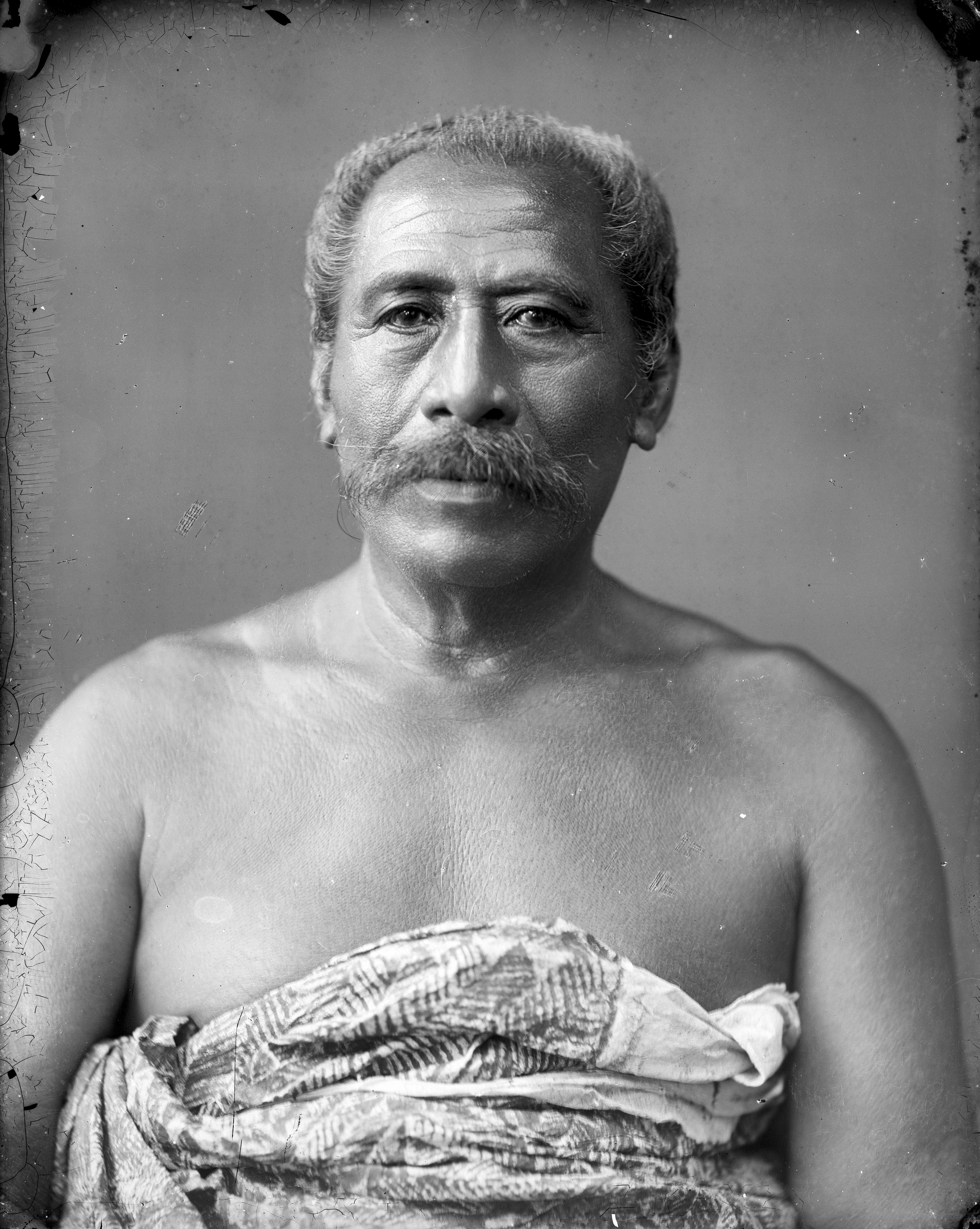
Un alto jefe, Seumanutafa Pogai, entre 1890 - 1910

Apia era originalmente una aldea pequeña (en 1800 la población era de 340 habitantes), y ha conservado su nombre hasta el presente. La aldea original todavía existe en lo que hoy en día es la zona moderna de la capital, la cual ha crecido en una zona urbana en expansión con muchas aldeas dentro de su territorio. Como cualquier otra localidad en el país, la aldea de Apia tiene sus propios líderes (matai) y fa'alupega (Geneaología y saludos habituales) según fa'a Samoa (el modo samoano).
La ciudad moderna fue fundada en la década de 1850 y se convirtió en la capital oficial del país en 1959.
El 15 de marzo y 16 de marzo de 1899 un tifón azotó Samoa y por consiguiente también el puerto de Apia. En él se encontraban tres barcos de guerra de los Estados Unidos y tres de Alemania, además del crucero británico Calliope. Tanto los Estados Unidos como Alemania se encontraban en Samoa para proteger los intereses de sus naciones durante las revueltas que se estaban produciendo en el país. Aunque se veía que la tormenta se acercaba, todos los navíos decidieron quedarse ya que los habitantes locales pensaban que lo peor ya había pasado. El navío británico Calliope logró salir del puerto y atravesar la tormenta, y de los seis barcos restantes, solo el Nipsic estadounidense y el Olga alemán lograron mantenerse a flote y ser reparados más tarde.
Samoa siempre se opuso al dominio colonial europeo. Durante la dominación alemana hubo dos episodios de rebelión, y hubo varias peticiones de independencia a la administración neozelandesa una vez que las islas pasaran a depender de Nueva Zelanda. Pero fue en la década de 1920 cuando se produjo una resistencia organizada que empezó con dos concentraciones en octubre de 1926 en la ciudad.
El sábado 28 de diciembre de 1929 tuvo lugar el incidente conocido como «Sábado negro» (Black Saturday). Durante la lucha por la independencia del país frente a la soberanía de Nueva Zelanda, los samoanos se habían organizado en el movimiento mau. Ese día se celebraba un desfile en la zona litoral de Apia para recibir a dos líderes samoanos que habían estado exiliados en Nueva Zelanda. Las autoridades neozelandesas intentaron arrestar al secretario del movimiento mau y eso provocó el rechazo de los manifestantes y la llegada de un mayor número de policías. Un sargento de policía disparó para dispersar los manifestantes, pero otros tres policías, presa el pánico, dispararon a la muchedumbre causando la muerte de ocho samoanos: Tupua Tamasese Lealofi III, Migao, Leota Anese, Tapu, Ainoa, Faumuina de Savai'i, Vele y Tu'ia. Las autoridades neozelandesas consideraron que el trágico suceso había sido causado por la reacción samoana y que el uso de las armas había sido justificado, pero la visión samoana fue opuesta, que acusaron a los neozelandeses de disparar indiscriminadamente provocando la matanza.

## Geografía

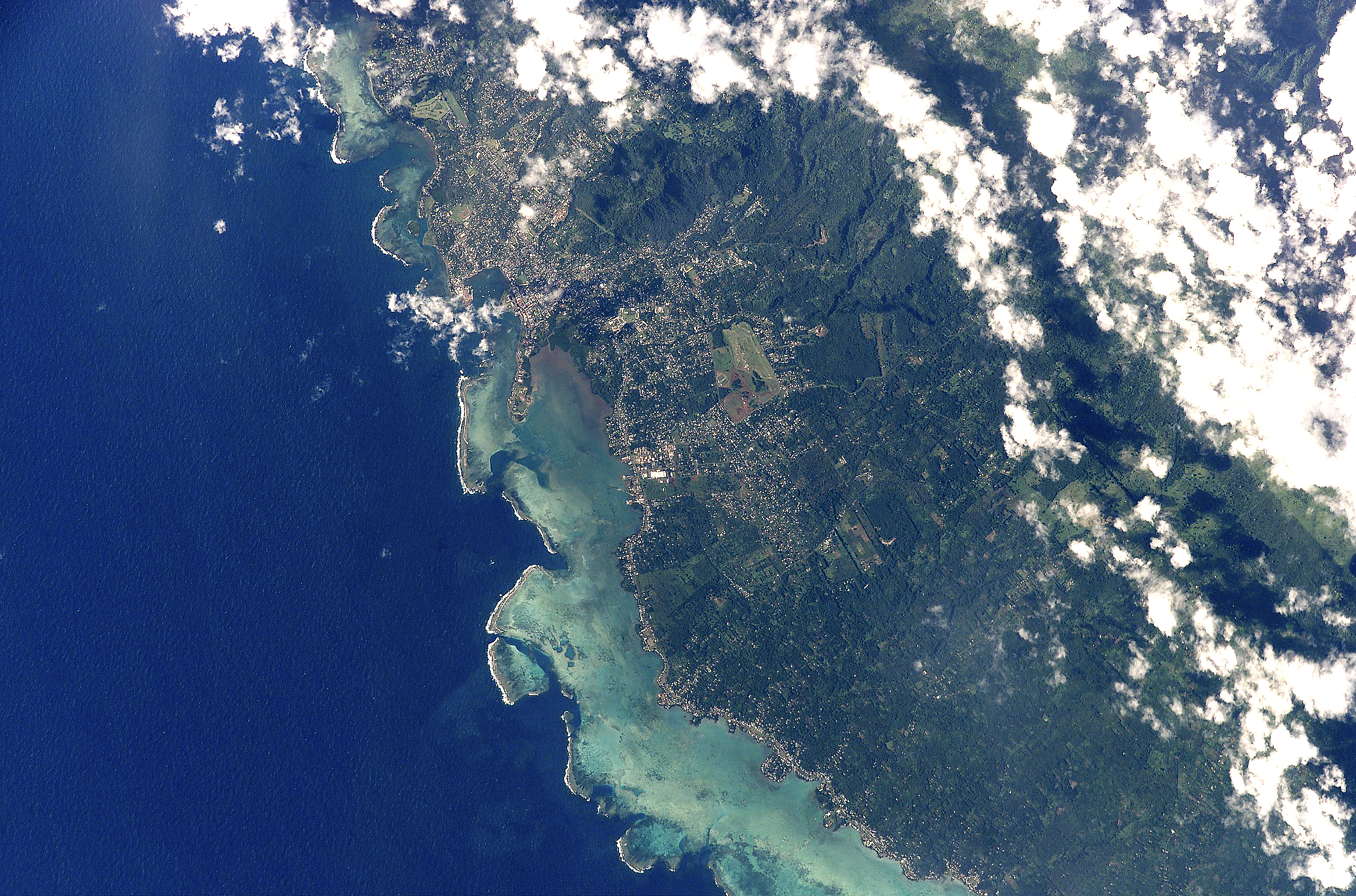
Vista de Apia.

Apia está situada en un puerto natural en el estuario del río Vaisiagano, en una estrecha llanura costera, con el monte Vaea, de 472 m s. n. m., el lugar de entierro del escritor Robert Louis Stevenson, directamente hacia el sur. Dos cordilleras principales corren hacia el sur en ambos lados del río Vaisigano, con sendas carreteras en cada una. La más occidental de ellas es la Cross Island Road, una de las pocas carreteras que van de norte a sur a través del centro de la isla hasta la costa sur de Upolu.

## Clima
Apia presenta un clima ecuatorial con temperaturas consistentes a lo largo del año. La estación seca es de julio a agosto cuando hay en promedio 8 mm de precipitaciones. La estación lluviosa que va de noviembre a marzo puede presentar fácilmente precipitaciones promedio mayores a 30 mm. La temperatura promedio de la ciudad a lo largo del año es de 26 grados Celsius.
| Parámetros climáticos promedio de Apia, Samoa | Parámetros climáticos promedio de Apia, Samoa | Parámetros climáticos promedio de Apia, Samoa | Parámetros climáticos promedio de Apia, Samoa | Parámetros climáticos promedio de Apia, Samoa | Parámetros climáticos promedio de Apia, Samoa | Parámetros climáticos promedio de Apia, Samoa | Parámetros climáticos promedio de Apia, Samoa | Parámetros climáticos promedio de Apia, Samoa | Parámetros climáticos promedio de Apia, Samoa | Parámetros climáticos promedio de Apia, Samoa | Parámetros climáticos promedio de Apia, Samoa | Parámetros climáticos promedio de Apia, Samoa | Parámetros climáticos promedio de Apia, Samoa |
| Mes                                           | Ene.                                          | Feb.                                          | Mar.                                          | Abr.                                          | May.                                          | Jun.                                          | Jul.                                          | Ago.                                          | Sep.                                          | Oct.                                          | Nov.                                          | Dic.                                          | Anual                                         |
| --------------------------------------------- | --------------------------------------------- | --------------------------------------------- | --------------------------------------------- | --------------------------------------------- | --------------------------------------------- | --------------------------------------------- | --------------------------------------------- | --------------------------------------------- | --------------------------------------------- | --------------------------------------------- | --------------------------------------------- | --------------------------------------------- | --------------------------------------------- |
| Temp. máx. abs. (°C)                          | 32                                            | 33                                            | 32                                            | 32                                            | 32                                            | 32                                            | 32                                            | 32                                            | 32                                            | 33                                            | 33                                            | 32                                            | 33                                            |
| Temp. máx. media (°C)                         | 30                                            | 29                                            | 30                                            | 30                                            | 29                                            | 29                                            | 29                                            | 28                                            | 28                                            | 29                                            | 30                                            | 29                                            | 29                                            |
| Temp. media (°C)                              | 26                                            | 26                                            | 26                                            | 26                                            | 26                                            | 26                                            | 26                                            | 25                                            | 25                                            | 26                                            | 26                                            | 26                                            | 26                                            |
| Temp. mín. media (°C)                         | 23                                            | 24                                            | 23                                            | 23                                            | 23                                            | 23                                            | 23                                            | 23                                            | 23                                            | 23                                            | 23                                            | 23                                            | 23                                            |
| Temp. mín. abs. (°C)                          | 20                                            | 21                                            | 21                                            | 20                                            | 19                                            | 19                                            | 17                                            | 18                                            | 18                                            | 18                                            | 20                                            | 21                                            | 17                                            |
| Lluvias (mm)                                  | 450                                           | 380                                           | 350                                           | 250                                           | 160                                           | 120                                           | 80                                            | 80                                            | 130                                           | 170                                           | 260                                           | 370                                           | 2850                                          |
| Días de lluvias (≥ 1 mm)                      | 19                                            | 18                                            | 17                                            | 15                                            | 13                                            | 11                                            | 8                                             | 9                                             | 12                                            | 14                                            | 16                                            | 17                                            | 173                                           |
| Humedad relativa (%)                          | 81                                            | 80                                            | 80                                            | 78                                            | 77                                            | 75                                            | 76                                            | 75                                            | 75                                            | 77                                            | 77                                            | 78                                            | 77                                            |
| Fuente: Weatherbase                           |                                               |                                               |                                               |                                               |                                               |                                               |                                               |                                               |                                               |                                               |                                               |                                               |                                               |

## Administración

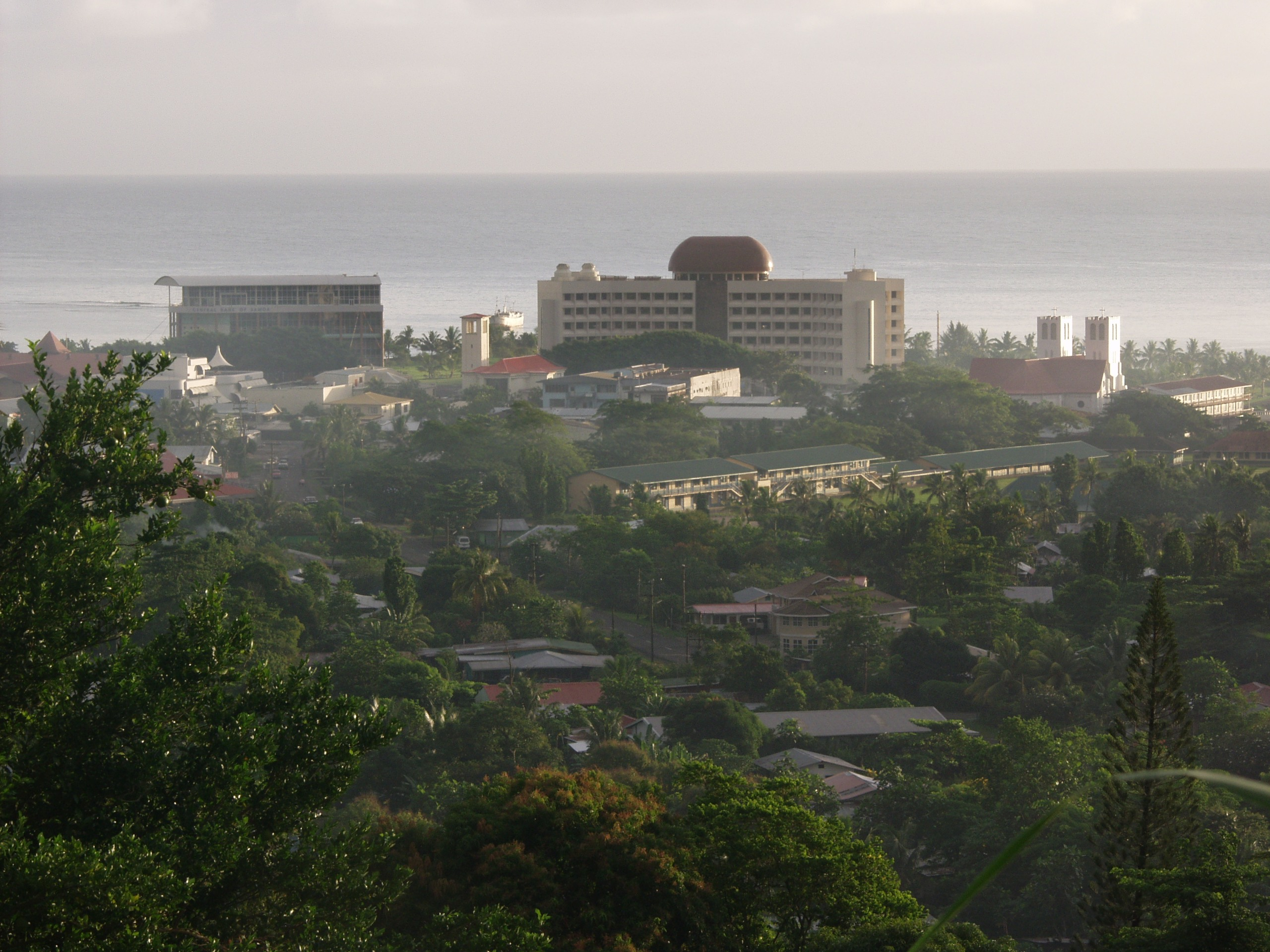
Edificios de gobierno en Apia

Apia es parte del distrito político de Tuamasaga y de los distritos electorales de Vaimauga Oeste (Vaimauga West) y Faleata Este (Faleata East). No hay una administración urbana para la ciudad, y a efectos del censo por parte de la Oficina de Estadística de Samoa (Samoa Bureau of Statistics) Apia engloba a los distritos de Vaimauga Oeste y Faleata Este. Apia está constituida de unas 45 aldeas independientes e individuales. La ciudad, en sí, es sólo un pequeño pueblo entre las desembocaduras de los ríos Vaisigano al Este y Mulivai al oeste; delimitada por las aldeas de Vaigasano y Mulivai, que en conjunto comprenden el centro de Apia (Downtown Apia).
La Ley de la Autoridad de Gestión de la Planificación Urbana (PUMA, por sus siglas en inglés) de 2004 ( modificada en 2005) fue aprobada por el Parlamento para un mejor plan para el crecimiento urbano de las zonas edificadas de Samoa, con especial énfasis a la futura gestión urbana de Apia. El histórico crecimiento desordenado de la ciudad de una aldea a un puesto comercial colonial hasta el gran centro financiero y de negocios del país ha dado lugar a importantes problemas de infraestructura de la ciudad. Los problemas de las inundaciones son comunes en la temporada de lluvias, dado el bajo valle inundable sobre el cual está construida la ciudad. En la aldea de Sogi, en el centro de la ciudad, existen importantes problemas de contaminación del litoral y de efluentes, dado que el pueblo está situado en pantanos. Las administraciones dispares entre las diferentes aldeas de Apia se ha traducido en la falta de un enfoque legislativo unificado y sistematizado de eliminación de residuos. El crecimiento relativamente alto en la propiedad del vehículos ha dado lugar a la congestión del tráfico en las calles del centro urbano y la necesidad de grandes proyectos en la ampliación de carreteras y gestión del tráfico. La legislación PUMA creó la Autoridad de Planificación de Gestión Urbana para gestionar mejor los asuntos de planificación específicos que enfrenta el crecimiento urbano de Apia.

## Características de la ciudad
Mulinu'u, la antigua capital ceremonial, se extiende al oeste de la ciudad y es en donde se encuentra el Parlamento (Fale Fono) y el observatorio histórico, el cual ahora es la oficina de meteorología.
El nombre de la antigua catedral católica de Apia era el de Catedral de la Inmaculada Concepción de María, pero a mediados del 2011 la antigua catedral fue demolida debido a daños estrucuturales ocasionados por el terremoto de 2009, y se pasó a construir una nueva catedral. Debido a dicho terremoto, de magnitud 8,3 en la escala Richter, toda la población de la ciudad fue evacuada a zonas más elevadas.
El puerto es una zona que recientemente se ha puesto en valor y recuperado, en un terreno adyacente de tierras ganadas al mar se encuentra el Fiame Mataafa Faumuina Mulinuu II, el edificio gubernamental de varios pisos nombrado en honor al primer ministro de Samoa, y el Banco Central de Samoa. Una torre con reloj erigida como monumento a la guerra funciona como el centro de la ciudad. Apia posee cierto número de edificios de reciente construcción pero aún hay algunas edificaciones esparcidas por la ciudad que son de madera, que datan de la época colonial. La más notable es el palacio de justicia, que posee un museo en el primer piso. Después de muchos años de abandono, este edificio fue restaurado en 2004. También en un área revalorizada se encuentra la estación principal de ómnibus, ceca del antiguo mercado de pescado, donde ahora se venden recuerdos. El nuevo mercado (maketi fou) se encuentra tierra adentro, en Fugalei, donde está más resguardado de los efectos de los ciclones. El edificio ACC (2001) alberga la Junta de Compensaciones por Accidentes, el Banco Nacional de Samoa, y algunos departamentos gubernamentales. El centro comercial debajo de él alberga tiendas y restaurantes. El edificio Samoatel (2004) el cual es el sitio para centro de operaciones para las telecomunicaciones internacionales de Samoa se construyó tierra adentro en Maluafou, de nuevo para protegerlo de los efectos de los ciclones estacionales. El edificio DBS (2007) en Savalalo alberga el Banco de Desarrollo de Samoa y el nuevo complejo de juzgados en Mulinuu alberga los tribunales de distrito, supremos, y de tierras y títulos (2010). El edificio Tui Atua Tupua Tamasese (2012) en Sogi, alberga los ministerios gubernamentales. La adición más reciente al panorama urbano de Apia es el centro comercial SNPF Molesi (2013), al igual que el nuevo hospital en Motootua.
En cuanto a la arquitectura, existe una mezcla de antiguas edificaciones coloniales y casas más modernas de estilo occidental, junto con algunas tradicionales casas samoanas (fale).
El escritor Robert Louis Stevenson pasó sus últimos cuatro años de vida aquí y está sepultado en el Monte Vaea, que domina la ciudad y la casa que él mismo construyó, Vailima«», que ahora es un museo en su memoria.
En la ciudad está la única universidad del país, la Universidad Nacional de Samoa.

## Economía
La aerolínea Polyniesian Airlines tiene sus oficinas centrales en el edificio Samoa National Provident Fund en Apia, al igual que la empresa de telcomunicaciones SamoaTel. El pescado y la copra son las mayores exportaciones del país, mientras que los productos fabricados con algodón, los vehículos motorizados, la carne y el azúcar sus principales importaciones.

## Transporte

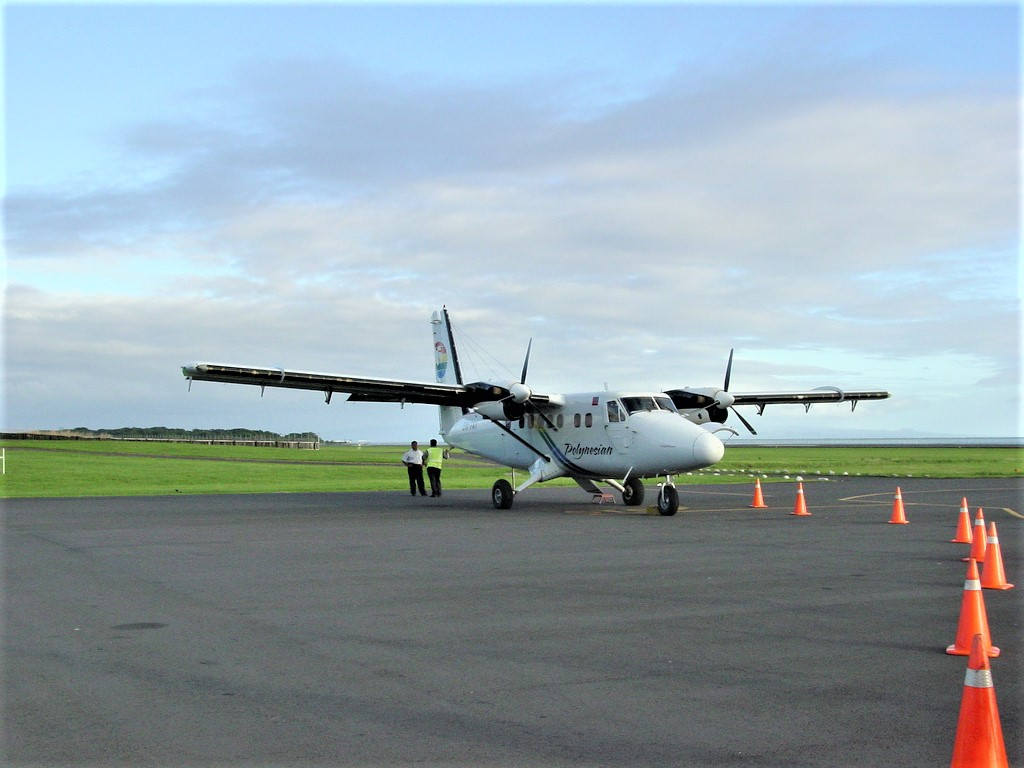
Avión en el aeropuerto.

El puerto de Apia es el más grande y activo de todos los puertos de Samoa. Allí llegan embarques internacionales con contenedores y combustibles. Los ferries a Tokelau y a Samoa Americana parten desde allí. 
Apia posee una buena red viaria la cual se encuentra generalmente en buen estado de mantenimiento. La mayoría de los caminos están asfaltados, y los que no son raramente usados. Los vehículos circulan por el lado derecho de la vía desde el 7 de septiembre de 2009. Los límites de velocidad son de 25 mph (40 km/h) cerca del centro de la ciudad y 35 mph (56 km/h) en el resto del país con un límite de 15 mph (24 km/h) en circunstancias especiales.
El Gobierno de Samoa comenzó la segunda fase de una importante modernización de rutas arteriales en toda el área urbana de Apia en 2012, con la ampliación gradual de las principales carreteras de la ciudad.
Samoa no posee ferrocarril ni tranvía pero tiene un gran servicio privatizado de ómnibus y taxis. Es común que las personas caminen por los alrededores de la ciudad o incluso vayan a pie hasta algunos lugares fuera de la misma. Hay pocas bicicletas y motocicletas, pero la congestión del tráfico debido a un gran aumento en la propiedad de vehículos ha requerido una importante modernización en la infraestructura vial.
El Aeropuerto de Fagali'i, una pequeña pista de aterrizaje localizada en el suburbio del mismo nombre, es utilizado para vuelos nacionales y vuelos internacionales a Pago Pago, Samoa Americana. El principal aeropuerto internacional de la ciudad, el Aeropuerto Internacional Faleolo, se localiza 40 minutos en coche al oeste de la ciudad. Las mayores aerolíneas aéreas del país, Polynesian Airlines y Samoa Air, sirven este aeropuerto.

## Comunicaciones
Los servicios telefónicos son eficientes con marcación local, troncal e internacional. Tanto BlueSky SamoaTel y Digicel operan servicios de telefonía móvil, con una alta tasa de propiedad de celulares en el país. Los servicios de Internet de banda ancha están disponibles en varios puntos de acceso Wi-Fi en toda la ciudad.
Los servicios internacionales de Internet son atendidos por cable de fibra óptica gracias al America Samoa Hawaii Cable. Un cable de fibra óptica submarino que enlaza Samoa Americana, Samoa y Hawái, además del Samoa-American Samoa Cable, que enlaza las distintas islas. Estos cables se empezaron a usar el 28 de mayo de 2009, y una de las tres estaciones terrestres del cable se encuentra en Apia, llamada Apia Cable Landing Station. Cuenta con un enlace satelital de respaldo. Varios proveedores de servicios de Internet ofrecen servicios de banda ancha y de acceso telefónico. La dependencia previa de los enlaces por satélite significaba que había breve interrupción del servicio causada por el paso del sol detrás de un satélite, o en períodos más largos durante los fuertes vientos cuando las antenas tienen que ser estacionadas para asegurarlas. Además de las suscripciones de servicios privados, múltiples cibercafés están presentes en Apia.

## Educación
Apia es sede de numerosas instituciones educativas preescolares, primarias, secundarias y postsecundarias, incluyendo la única universidad del país, la Universidad Nacional de Samoa. Además, la Escuela de Agricultura de la Universidad del Pacífico Sur posee un campus en Alafua, en las afueras de Apia.

### Universidades
- Universidad Nacional de Samoa
- Universidad del Pacífico Sur
- Universidad de Medicina de Oceanía

### Colegios
- Avele College, Avele
- Church College of Samoa, Pesega
- Faatuatua Christian College, Vaitele Fou
- Leififi College, Leififi
- Leulumoega-fou College, Malua
- Malua Theological College
- Maluafou College, Maluafou
- Saint Joseph's College, Alafua
- Assemblies of God Harvest Bible College, Lotopa
- Saint Mary's College, Vaimoso
- Samoa College, Vaivase Tai
- Fia Malamalama-i-Siulapa College (Escuela para alumnos con necesidades especiales)
- Samoa Adventist College, Lalovaea
- Robert Louis Stevenson College, Tafaigata
- Wesley College, Faleula
- Nuuausala College
- Paul Six College
- Chanel College, Moamoa

### Escuelas primarias
La mayoría de las aldeas tienen sus propias escuelas primarias pero las iglesias poseen la mayoría de las escuelas primarias en el centro de Apia.
- Marist Brother's School, Mulivai
- Saint Mary's School, Savalalo
- Peace Chaapel School, Vaimea
- Apia Baptist School, Aai o Niue
- Seventh-day Adventist Primary School, Lalovaea

## Deporte

### Juegos del Pacífico
Apia fue la sede de los Juegos del Pacífico en por primera vez en la historia de la ciudad y del país en 1983. Los Juegos regresaron a Apia en 2007, en donde Samoa terminó tercero en el medallero. Veinte mil espectadores asistieron a la ceremonia de clausura que se llevó a cabo en Apia Park. 

### Asociación de Fútbol
Apia fue la sede para las calificatorias de Oceanía para la Copa del Mundo 2010. Así, Apia fue el primer lugar donde se anotó un gol para las clasificatorias, realizado por Pierre Wajoka de Nueva Caledonia contra Tahití. Los partidos de clasificación comenzaron el 27 de agosto de 2007 y terminaron el 7 de septiembre de 2007. Todos los partidos se jugaron en el Toleafoa JS Complex Blatter, nombrado en honor al presidente de la FIFA Sepp Blatter.

### Judo
La ciudad también fue la sede de las calificatorias para la Copa del Mundo de Judo Olímpico 2010 en noviembre del mismo año. La competición vio participar a yudocas de Canadá, Australia, Nueva Zelanda y los EE. UU.

### Cricket
Apia fue sede del torneo de la División de 2012 ICC Cricket World Liga Ocho en el Faleata Oval de, que consta de cuatro campos de cricket. Las selecciones nacionales de Samoa, Bélgica, Japón, Surinam, Ghana, Bután, Noruega y Vanuatu participaron. Era la primera vez que un torneo fue oficialmente sancionado por el Consejo Internacional de Cricket que se había celebrado en la región.

## Ciudades Hermanas
- Compton, California, Estados Unidos (2010)[20]
- Ingeniero Budge, provincia de Buenos Aires, Argentina.